# Сюй Шоушэн
Сюй Шоушэ́н (23 января 1953, уезд Жудун, Наньтун, пров. Цзянсу — 5 декабря 2020) — китайский партийный деятель, с 2013 года глава парткома КПК пров. Хунань, до этого в 2010—2013 гг. её губернатор, в 2006—2010 гг. губернатор пров. Ганьсу, член ЦК КПК с 2007 года (кандидат с 2002 года).
Член КПК с окт. 1973 года, член ЦК КПК 17-18 созывов (кандидат 16 созыва).

## Биография
По национальности ханец.
Окончил без отрыва от производства провинциальную партшколу Ганьсу, где учился в 1999—2002 годах по политэкономии.
Трудовую деятельность начал в апреле 1973 года на партработе.
До 2001 года работал в родной пров. Цзянсу, в 1996—2001 гг. глава Суцяньского горкома КПК и пред. городского ПК СНП, с 2000 года член посткома провинциального парткома.
В 2001—2003 гг. заворготдела и член посткома парткома пров. Ганьсу (Северо-Западный Китай), с января 2003 года вице-губернатор, в 2006—2010 гг. губернатор и с 2007 замглавы парткома провинции.
В 2010—2013 гг. губернатор и замглавы парткома пров. Хунань (Центральный Китай).
С 20.03.2013 года глава парткома пров. Хунань и с 31.05.2013 года пред. ПК СНП провинции.
В 2016 по решению Центрального Комитета КПК был отстранён от занимаемых должностей.